# Clásica Féminas de Navarra 2024
La Clásica Féminas de Navarra 2024, publicitada en inglés por la organización como Navarra Women’s Elite Classic 2024, o NWEC 24, fue la sexta edición de la Clásica Féminas de Navarra, una competición de ciclismo en ruta de un día que es parte del Calendario UCI Femenino 1.Pro.

## Preparación
El 24 de abril de 2024, los distintos organizadores de la prueba presentaron la misma en un acto en el Navarra Arena en el que se indicó que en la prueba del 8 de mayo de 2024 participarían un total de 18 equipos en una distancia de 135,6 km que cruzaría 18 localidades navarras, ascendería por muros como Muro de Olaverri y el Muro de Biurrun, con un 21% de pendiente máxima empezando y terminando en la céntrica avenida de Sancho el Fuerte, en el barrio pamplonés de Iturrama.
Un total de 108 ciclistas tomaron parte en la competición, incluyendo entre ellas a la ganadora de la 3.ª edición, la cubana Arlenis Sierra (Movistar Team) y la rusa Tamara Dronova (Roland), segunda clasificada de la edición anterior. También hubo representación de ciclistas navarras con Idoia Eraso (Laboral Kutxa-Fundación Euskadi) junto con Goretti Sesma y Saioa Orgambide, ambas del equipo local Vipeq.
Al utilizar vías urbanas, la Mancomunidad de la Comarca de Pamplona tuvo que adaptar temporalmente los recorridos de las líneas de transporte comarcal, en concreto se vieron afectadas las líneas 1, 2 y 19 desde las 17:30 hasta las 19:00. Igualmente, la Policía Municipal de Pamplona cerró las calles en los momentos previos y posteriores a la celebración de la competición.

## Participantes
Los 18 equipos participantes fueron:
| translation for headoftableIII_translate index 58 not found (5)- Ceratizit-WNT Pro Cycling - Lidl-Trek - Movistar Team - Roland - UAE Team ADQ UCI Women's continental team- Primeau Vélo-Groupe Abadie Equipos femeninos de ciclismo amateur (2)- Massi Baix Ter - Vipeq-La Vaca Purpura Unknown team category (10)- Bepink-Bongioanni - Cofidis - Eneicat-CMTeam - Isolmant-Premac-Vittoria - Laboral Kutxa-Fundacion Euskadi - Lotto Dstny Ladies - Soltec Iberoamérica Costa Cálida - St Michel-Mavic-Auber93 - Team Coop-Repsol - Winspace |
| |

## Día de competición
Finalmente cruzaron la línea de salida 95 ciclistas de los 18 equipos participantes, 13 ciclistas menos que las anunciadas originalmente. Entre las bajas estuvo la ciclista navarra Idoia Eraso, que fue sustituida por su colega Ane Santesteban, también del Laboral Kutxa-Fundación Euskadi desde el presente año.
Los primeros 50 kilómetros de la carrera el pelotón avanzó muy unido, notando el fuerte viento que se mantuvo durante el día. Tras el muro de Biurrun, a 80 kilómetros de meta, comenzó un corte de una decena de corredoras iniciado por Movistar con Sara Martín a la cabeza.
Tras 10 kilómetros hasta el muro de Añorbe, la escapada no funcionó, aunque sí aumentó el ritmo, teniendo Movistar a sus corredoras Liane Lippert y Arlenis Sierra en activo, seguidas de cerca por Yurani Blanco del Laboral Kutxa-Fundación Euskadi que consiguieron aventajar al resto del pelotón.
Entre Añorbe y Artajona, el grupo líder ya contaba con menos de la mita del total de ciclistas, con Liane Lippert a la cabeza. A 60 kilómetros de meta tras el muro de Artajona, Lauretta Hanson, la ciclista australiana del Lidl-Trek intentó una escapada, llegando a aventajar 46 segundos a su llegada a Mendigorría (a 50 kilómetros de meta), y de un minuto a su llegada a Puente la Reina (a 45 kilómetros de meta).
Aunque Hanson ha mantenido la distancia durante varios kilómetros, esta se vio paulatinamente disminuida hasta que la subida al muro de Tirapu (a 30 kilómetros de meta) ha sido alcanzada por una docena de corredoras que consiguieron neutralizar la escapada.
5 kilómetros después, la alemana Hannah Ludwig saltó y escapó del grupo líder llegando a aventajar hasta un minuto y minuto y medio al grupo perseguidor. Cuando apenas faltaban 12 kilómetros para la meta Arlenis Sierra (Movistar) y Brodie Chapman (Lidl-Trek) han saltado del grupo perseguidor en persecución de la alemana, que aún aventajaba en 55 segundos a las demás. Poco a poco, todo el grupo en cabeza ha ido picando hasta disminuir las ventajas e intentos de escapada.
Cuando a Ludwig le faltaban 2 kilómetros para meta, contaba con 30 segundos de ventaja que estaban siendo rebajados a pasos agigantados, pero que le fueron suficientes para reclamar la victoria en Pamplona.

### Clasificación

#### General
La siguiente tabla muestra las primeras veinte clasificadas:
| N.º | Ciclista                     | Equipo                          | UCI | Puntos | Tiempo  |
| --- | ---------------------------- | ------------------------------- | --- | ------ | ------- |
| 1   | Hannah Ludwig                | Cofidis                         | 200 | 125    | 3:50:16 |
| 2   | Arlenis Sierra Cañadilla     | Movistar Team                   | 150 | 85     | + 0:08  |
| 3   | Shirin van Anrooij           | Lidl-Trek                       | 125 | 60     | + 0:08  |
| 4   | Dominika Włodarczyk          | UAE Team ADQ                    | 100 | 50     | + 0:08  |
| 5   | Julie Bego                   | Cofidis                         | 85  | 45     | + 0:08  |
| 6   | Elena Pirrone                | Roland                          | 70  | 40     | + 0:08  |
| 7   | Brodie Chapman               | Lidl-Trek                       | 60  | 35     | + 0:08  |
| 8   | Alice Maria Arzuffi          | Ceratizit-WNT Pro Cycling       | 50  | 30     | + 0:08  |
| 9   | Cédrine Kerbaol              | Ceratizit-WNT Pro Cycling       | 40  | 26     | + 0:08  |
| 10  | Yurani Blanco                | Laboral Kutxa-Fundación Euskadi | 35  | 22     | + 0:08  |
| 11  | Karolina Perekitko           | Winspace                        | 30  | 20     | + 0:08  |
| 12  | Tamara Drónova               | Roland                          | 25  | 18     | + 0:08  |
| 13  | Victorie Guilman             | Saint Michel-Mavic-Auber93      | 20  | 16     | + 0:08  |
| 14  | Alena Ivanchenko             | UAE Team ADQ                    | 15  | 14     | + 0:08  |
| 15  | Erica Magnaldi               | UAE Team ADQ                    | 10  | 12     | + 0:08  |
| 16  | Sigrid Ytterhus Haugset      | Team Coop-Repsol                | 5   | 10     | + 0:08  |
| 17  | Marion Bunel                 | Saint Michel-Mavic-Auber93      | 5   | 9      | + 0:08  |
| 18  | Elisa Valtulini              | Bepink-Bongioanni               | 5   | 8      | + 0:08  |
| 19  | Isabella Holmgren            | Lidl-Trek                       | 5   | 7      | + 0:08  |
| 20  | Agua Marina Espínola Salinas | Primeau Vélo-Groupe Abadie      | 5   | 6      | + 0:11  |

#### Por equipos
| Clasificación por equipos | Clasificación por equipos       | Clasificación por equipos | Clasificación por equipos |
| Equipo                    | Equipo                          | Tiempo                    |                           |
| ------------------------- | ------------------------------- | ------------------------- | ------------------------- |
| 1.º                       | Lidl-Trek                       | 11 h 31 min 12 s          |                           |
| 2.º                       | UAE Team ADQ                    | + 0 s                     |                           |
| 3.º                       | Cofidis                         | + 2 s                     |                           |
| 4.º                       | St Michel-Mavic-Auber93         | + 1 min 32 s              |                           |
| 5.º                       | Laboral Kutxa-Fundacion Euskadi | + 4 min 09 s              |                           |
| 6.º                       | Movistar Team                   | + 4 min 49 s              |                           |
| 7.º                       | Roland                          | + 7 min 27 s              |                           |
| 8.º                       | Ceratizit-WNT Pro Cycling       | + 10 min 29 s             |                           |
| 9.º                       | Primeau Vélo-Groupe Abadie      | + 13 min 27 s             |                           |
| 10.º                      | Team Coop-Repsol                | + 27 min 01 s             |                           |

### Retransmisión
La prueba fue retransmitida en directo en streaming a través de las plataformas propias de la Navarra Women’s Elite Classic, así como en Eurosport Player y en la página web de EITB.
También fue retransmitida en directo en el canal Navarra Televisión.